# Endless sorrow
Endless sorrow – dwudziesty drugi singel Ayumi Hamasaki, wydany 16 maja 2001. Ayumi sama skomponowała muzykę i napisała tekst do piosenki Endless sorrow. W pierwszym tygodniu sprzedano 430 220 kopii, natomiast 768 510 kopii całościowo.
Oryginalną wersję Endless sorrow wykorzystano jako opening w dramie Mukashi no otoko, która została wyemitowana na kanale TBS. Z kolei utwór vogue (Kirari Natsu Ayu Mix) wykorzystano w reklamie tuszu do rzęs Kose Visee, w której piosenkarka wystąpiła osobiście.

## Lista utworów
| Nr  | Tytuł                                          | Muzyka           | Aranżacja             | Czas |
| --- | ---------------------------------------------- | ---------------- | --------------------- | ---- |
| 1.  | "Endless sorrow (Original Mix)"                | CREA             | CMJK, Junichi Matsuda | 5:29 |
| 2.  | "vogue (Kirari Natsu Ayu Mix)"                 | Kazuhito Kikuchi |                       | 4:46 |
| 3.  | "Endless sorrow (Natural Green Dub Mix)"       | CREA             |                       | 4:06 |
| 4.  | "Endless sorrow (nicely nice skyblue remix)"   | CREA             |                       | 5:10 |
| 5.  | "NEVER EVER (Dub's Uncategorized Mix 001)"     | CREA             |                       | 6:37 |
| 6.  | "Endless sorrow (Ram's Advance Mix)"           | CREA             |                       | 7:40 |
| 7.  | "Endless sorrow (Brent Mini's gothic mix)"     | CREA             |                       | 4:53 |
| 8.  | "Endless sorrow (Liquid Heart Mix)"            | CREA             |                       | 5:28 |
| 9.  | "Endless sorrow (Juicy Ariyama Mix)"           | CREA             |                       | 5:03 |
| 10. | "Endless sorrow (Original Mix -Instrumental-)" | CREA             |                       | 5:26 |

## Wystąpienia na żywo
- 1 lipca 2001 – CountDown TV – "Endless sorrow"
- 2 grudnia 2001 – Digital Dream Live – "Endless sorrow"